# Mastigodryas
Genre
Synonymes
Mastigodryas est un genre de serpents de la famille des colubridae.

## Répartition
Les quatorze espèces de ce genre se rencontrent en Amérique centrale et dans le nord de l'Amérique du Sud.

## Liste des espèces
... selon The Reptile Database (6 janvier 2016) :
- mastigodryas alternatus (Bocourt, 1884),
- mastigodryas amarali (Stuart, 1938),
- mastigodryas bifossatus (Raddi, 1820),
- mastigodryas boddaerti (Sentzen, 1796),
- mastigodryas bruesi (Barbour, 1914),
- mastigodryas cliftoni (Hardy, 1964),
- mastigodryas danieli Amaral, 1935,
- mastigodryas dorsalis (Bocourt, 1890),
- mastigodryas heathii (Cope, 1875),
- mastigodryas melanolomus (Cope, 1868),
- mastigodryas moratoi (Montingelli & Zaher, 2011),
- mastigodryas pleei (Duméril, Bibron & Duméril, 1854),
- mastigodryas pulchriceps (Cope, 1868),
- mastigodryas reticulatus (Peters, 1863).

## Publication originale
Amaral, 1935 "1934" : Notas sobre chromatismo de ophidios III. Um caso de xanthismo e um novo de albinismo, observados no Brasil Estudos sobre ophidios neotropicos XXX. Novo genero e especie de colubrideo na fauna da Columbia XXXI. Sobre a especie Bothrops alternata D. Memorias do Instituto de Butantan, vol. 8, p. 151-194.